# Deborah Bull
Pour les articles homonymes, voir Bull (homonymie).
Deborah Bull, baronne Bull, (née le 22 mars 1963) est une danseuse, écrivaine et animatrice anglaise, ancienne directrice de la création du Royal Opera House. Elle rejoint le King's College de Londres comme directrice des partenariats culturels en 2012. En 2015, elle est nommée directrice adjointe de l'université (Londres) et en 2018, elle est nommée vice-présidente et vice-principale (Londres).
Née à Derby et élevée dans le Kent et le Lincolnshire, elle étudie la danse dès l'âge de sept ans, d'abord localement, puis, sur la recommandation de son professeur, à la Royal Ballet School. Pendant son séjour à l'école, elle remporte le Prix de Lausanne 1980, le prestigieux concours international de ballet.

## Carrière de ballet
Elle est invitée à se joindre au Royal Ballet en 1981, après avoir fait des tournées avec la compagnie en tant qu'étudiante pendant l'été. Bull gravit les échelons et obtient le statut de danseur étoile en 1992, immédiatement après la première représentation de la compagnie au Japon, au cours de laquelle elle danse le rôle de Gamzatti dans La Bayadère.
Au cours de ses vingt ans au Royal Ballet, elle danse un large éventail d'œuvres à travers le répertoire. Ses rôles principaux dans les classiques sont Odette/Odile dans Swan Lake, Aurora dans La Belle au bois dormant et Kitri dans Don Quichotte, et elle crée des rôles pour Ashley Page, David Bintley, Michael Corder, Emma Diamond, Wayne McGregor, Glen Tetley et Twyla Tharp. Elle reçoit des éloges particuliers pour ses performances dans les œuvres de George Balanchine et William Forsythe. En 1995, Forsythe met en scène pour elle la première représentation dans ce pays de son ballet Steptext, et elle est ensuite nommée pour un Olivier Award 1996 dans la catégorie « Réalisation exceptionnelle en danse » pour son interprétation. Elle est nommée danseuse de l'année 1996 à la fois par The Sunday Express et The Independent on Sunday, qui louent son travail à la fois sur et en dehors de la scène.
Loin du Royal Ballet, elle fait une tournée en Italie, en Amérique du Nord et au Canada avec le groupe de Wayne Eagling, 'Stars of the Royal Ballet', et est invitée à rejoindre Irek Moukhamedov pour les premières représentations de sa compagnie 'Irek Mukhamedov and Friends' en 1992. Elle danse au Festival international de Harrogate en 1993 et 1995, et en avril 1996, elle est invitée à se produire au premier gala « Diamonds of World Ballet » au palais du Kremlin, à Moscou. Elle fait une tournée au Japon avec Tetsuya Kumakawa et au cours des étés 1994 et 1995, elle organise, met en scène et joue dans An Evening of British Ballet au Festival de Sintra au Portugal. En mars 2001, elle est invitée à jouer dans le triple projet Nijinsky Ritrovato à l'Opéra de Rome, dansant la jeune fille choisie dans Sacre du printemps et aux côtés de Carla Fracci dans Jeux.

## Initiative de développement des artistes
En plus de son travail avec le Royal Ballet, elle fonde en 1998 l'Initiative de développement des artistes au Royal Opera House, un programme conçu pour ouvrir les ressources et l'expertise du théâtre aux petites compagnies et aux artistes indépendants. Au cours de ses deux premières années, ADI travaille avec plus de 250 artistes extérieurs au Royal Opera House et facilite les collaborations entre les formes d'art et entre les chorégraphes indépendants et les danseurs classiques. ADI partage le Time Out Award 2001 pour ses réalisations exceptionnelles en danse avec Wayne McGregor pour Symbiont(s), créé au Clore Studio Upstairs en juin 2000.

## Royal Opera
Elle prend sa retraite du Royal Ballet en août 2001 pour occuper un nouveau poste au Royal Opera House en janvier 2002, en tant que directrice de la création, ROH2, développant une gamme d'initiatives artistiques expérimentales et à petite échelle et supervisant le programme des performances alternatives du théâtre. les espaces. En 2004, son mandat s'élargit pour inclure la mise en œuvre d'une stratégie pour le travail de la ROH en dehors de la scène principale, notamment un programme de performances alternatives, des initiatives de développement d'opéra et de danse, des relais en direct sur grand écran depuis la scène principale, un programme « On the Road » programme et activités de jour dans le bâtiment. En outre, elle gère les collections ROH, les vastes archives du Royal Opera House. En 2008, elle est nommée directrice de la création du Royal Opera House, poste qu'elle occupe jusqu'en 2012.

## Édition
En plus de son travail de danseuse, elle écrit et donne régulièrement des conférences sur les arts. En janvier 1996, elle débat à l'Oxford Union, s'opposant à la motion "Cette maison croit que la loterie nationale donne trop d'argent aux arts élitistes". Son discours est décrit par Lord Gowrie, son partenaire de débat, comme "le meilleur discours que j'ai entendu sur les arts en 30 ans". La motion est lourdement rejetée, un triomphe que l'Evening Standard attribue en grande partie à "l'éloquence d'une ballerine, peu habituée à parler en public", décrivant son discours comme "argumenté de manière convaincante et prononcé avec générosité d'esprit".
En octobre 1996, elle est invitée par Lord Gowrie à prononcer la conférence annuelle du Conseil des arts à la Royal Society for the Arts, « From Private Patronage to Public Purse ».
Elle écrit des articles pour The Times, The Daily Telegraph, The Sunday Times, The Sunday Telegraph, Classic FM Magazine, New Statesman et The Spectator, et fait des critiques pour The Telegraph, The Literary Review et plusieurs magazines de danse. De 1999 à 2001, elle écrit une chronique régulière, Private View, pour The Telegraph.
Outre les arts, elle a un intérêt passionné pour la santé et la forme physique, et enseigne la nutrition aux étudiants de la Royal Ballet School et préside les séminaires annuels du Prix de Lausanne sur les questions de santé liées à la danse.
Elle publie trois livres. The Vitality Plan, (Dorling Kindersley, janvier 1998) est publié simultanément aux États-Unis sous le titre Totally Fit, et a depuis été traduit en sept langues. Dancing Away (Methuen, octobre 1998) est un journal de la première année « sur la route » du Royal Ballet, alors que le Royal Opera House subissait son réaménagement approfondi et controversé. Pour marquer la publication, Deborah est chargée de lire cinq extraits du livre sur BBC Radio 4. Dancing Away est décrit par The Spectator comme « sans doute le livre de danse le plus amusant et le plus fascinant jamais publié ». Le Faber Pocket Guide to Ballet, conjointement avec Luke Jennings, est publié en 2004, décrivant d'importants ballets historiques et de répertoire avec une « Vue des ailes » de Bull de ses réflexions personnelles sur la danse dans une pièce. Un deuxième livre pour Faber, The Everyday Dancer, est paru en 2011.

## Carrière dans les médias

### Télévision
Son premier programme pour la télévision, Dance Ballerina, Dance, est projeté à Noël 1998 dans le cadre de la BBC 2, et Dance Night, une soirée entièrement consacrée à la danse qu'elle co-présente avec le comédien Alexei Sayle. Travels with My Tutu, écrit et présenté par Bull, est projeté à Noël 2000 . Cette série en quatre parties de la BBC2 explore le breakdance, le jive, la danse du ventre et le tango et attire des audiences record.
Elle présente en direct sur BBC Two du Royal Opera House (Coppélia  et The Nutcracker, tous les deux en 2000) et de Sadler's Wells (Rambert Dance Company), ainsi qu'une performance live Proms sur BBC One en 2004. En juin 2001, elle présente le concours Eurovision Young Dancers 2001 du Linbury Studio Theatre, diffusé dans 18 pays européens ainsi que BBC2 et BBC Knowledge. Elle est également commentatrice britannique pour le concours en 1999, 2003 et 2005. Sa série en trois parties primée pour BBC2, The Dancer's Body, est projetée en septembre et octobre 2002.
En mars 2017, Bull est l'un des juges qui pour les finalistes de la catégorie ballet du concours BBC Young Dancer 2017 .

### Radio
Elle réalise des programmes et contribue régulièrement à BBC Radio 4, notamment Dancing Away (1998), Leaving Barons Court (1999), Breaking the Law (2001) et Law in Order (2002), A Dance Through Time (2004), Happy Feet (2008) et Hothouse Kids (2009). Elle présente Sounds of Dance, une série en quatre parties pour BBC Radio 3 de décembre 2003 à janvier 2004.
En 2012, Bull présente la série en cinq parties de la BBC Radio 4, Dance Nation, sur la danse anglaise . Elle est le naufragé sur les disques Desert Island de BBC Radio 4 en mai de l'année suivante .

## Service public
Elle est membre de l'Arts Council England de 1998 à 2005 et gouverneure de la BBC de 2003 à 2006. De plus, elle est mécène de la National Osteoporosis Society, de la Foundation for Community Dance and Escape Artists (une compagnie théâtrale de libérés conditionnels et d'anciens prisonniers), siège au conseil d'administration du Prix de Lausanne et est vice-présidente honoraire de Voices of British Ballet.
Elle est juré pour le Man Booker Prize 2010. Elle reçoit des doctorats honorifiques de l'Université de Derby (1998), de l'Université de Sheffield Hallam (2001), de l'Université du Kent (2010) et de l'Open University (2005) et est nommée Commandeur de l'Ordre de l'Empire britannique (CBE) dans le Honneurs d'anniversaire de la reine 1999.
En décembre 2011, elle est nommée premier directeur exécutif du King's Cultural Institute du King's College de Londres, prenant ses fonctions en mars 2012 .
Bull est nommée pair à vie par la Commission des nominations de la Chambre des Lords en juin 2018 . Elle est créée baronne Bull, d'Aldwych dans la ville de Westminster, le 11 juillet.